# Palazzo Jusupov
Il Palazzo Jusupov (in russo Дворец Юсуповых на Мойке?, letteralmente "Il palazzo degli Jusupov sul Moika") era la residenza principale della famiglia Jusupov a San Pietroburgo, allora capitale dell'Impero russo. L'edificio, che sorge sulle rive della Mojka, fu il luogo dell'assassinio di Grigorij Rasputin la mattina del 17 dicembre 1916.

## L'edificio

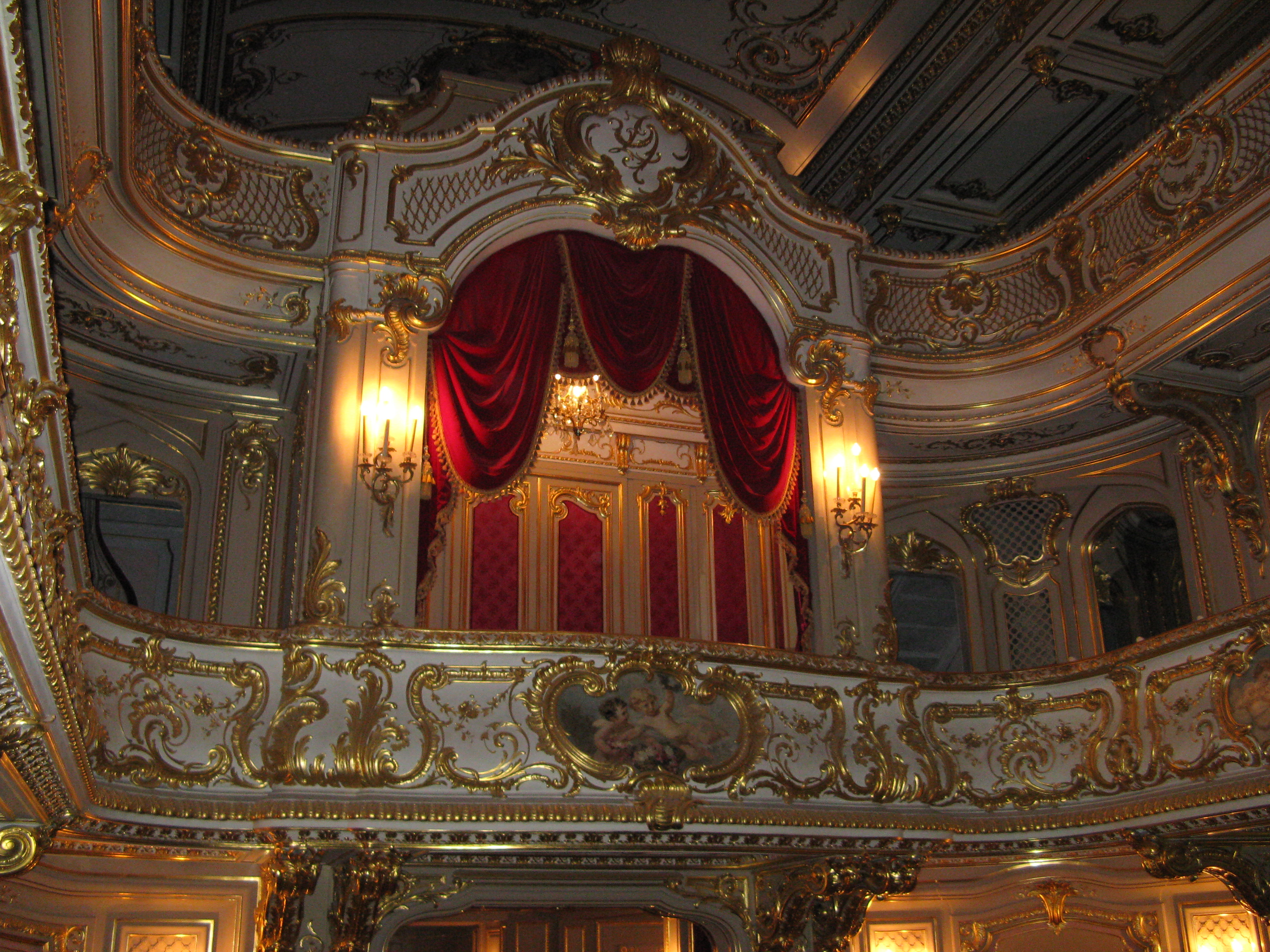
Interni del teatro del palazzo.

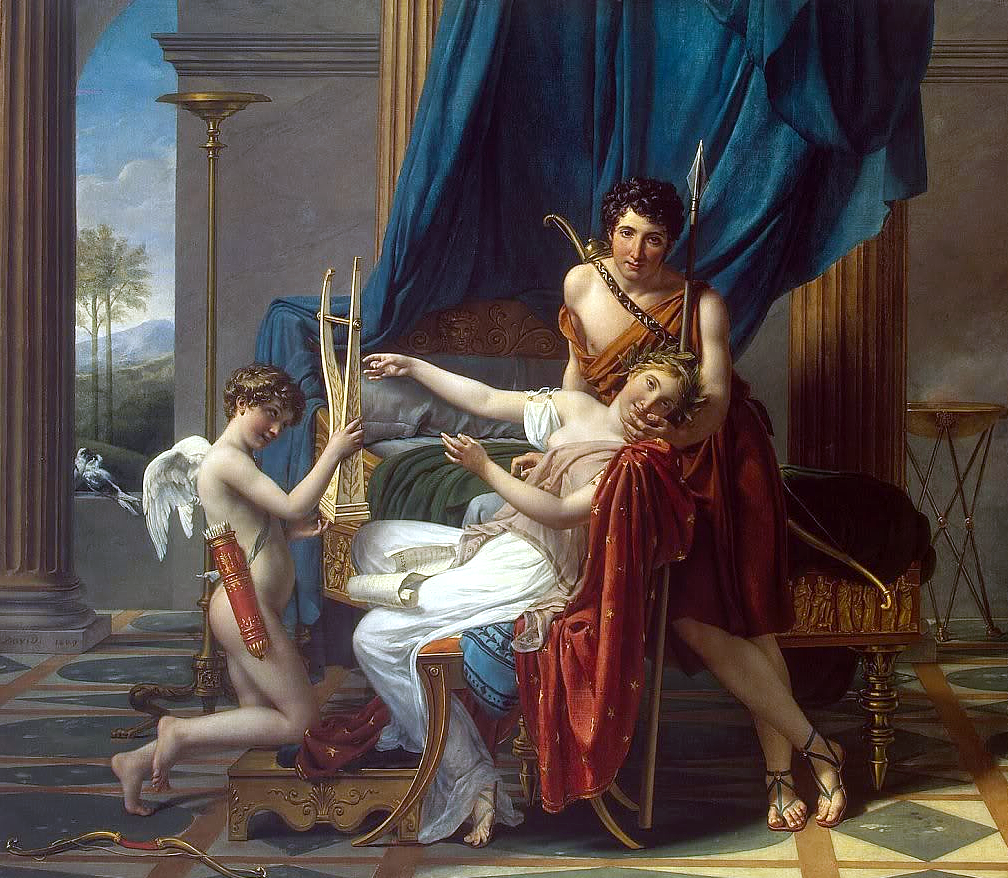
Jacques-Louis David, Saffo e Faone, ritratto appartenente alla collezione della famiglia, oggi ancora conservato nel palazzo.

Il palazzo fu costruito per la prima volta intorno al 1776 dall'architetto francese Jean-Baptiste Vallin de la Mothe. Nel corso degli anni un certo numero di architetti ha lavorato al palazzo, tra cui il famoso scultore italiano Emilio Sala, producendo una varietà di stili architettonici. Andrej Mikhajlov ricostruì l'edificio nel 1830 dopo che la famiglia principesca Jusupov acquistò la proprietà. Questo fu il periodo in cui il palazzo acquisì l'aspetto attuale.
Gli Jusupov erano immensamente ricchi e conosciuti per la loro filantropia e collezioni d'arte. In questo periodo, il palazzo divenne noto come il Palazzo Jusupov.
Gli interni lussuosi del palazzo non erano meno preziosi di quelli dei palazzi reali contemporanei. Più di 40.000 opere d'arte, tra cui opere di Rembrandt, gioielli e sculture decoravano il palazzo. Dopo la rivoluzione russa, il palazzo è stato nazionalizzato e le sue opere d'arte sono state in gran parte trasferite all'Ermitage e in altri musei. Ernst Friedrich von Liphart, che era il curatore dei dipinti all'Ermitage, aveva precedentemente dipinto la tenda e il soffitto del teatro del palazzo

## L'assassinio di Rasputin
Il palazzo fu teatro dell'assassinio di Grigorij Rasputin da parte di un gruppo monarchico che comprendeva il principe Feliks Feliksovič Jusupov, erede delle vaste proprietà della famiglia Jusupov. Questi includevano quattro palazzi a San Pietroburgo. Il palazzo Jusupov è stato definito come la residenza preferita del principe nella capitale. Gli esatti eventi che circondano la morte di Rasputin sono ancora in discussione. Ciò che sembra chiaro è che il 30 dicembre [O.S. 17 dicembre 1916], Felix Jusupov, insieme a Vladimir Mitrofanovič Puriškevič e al Granduca Dmitrij Pavlovič Romanov invitò Grigorij Rasputin al Palazzo Jusupov. Portò Rasputin in una piccola ma lussuosa stanza della cantina del palazzo. Lì servì il vino rosso a Rasputin. Quando Rasputin fu colpito, Jusupov recuperò un revolver e sparò Rasputin dal lato. Prendendolo per morto, Jusupov salì al piano di sopra dove gli altri cospiratori aspettavano in uno studio o salotto al piano terra. Rasputin riuscì a fuggire attraverso una porta laterale in un cortile recintato che si apriva sulla strada all'esterno. Purishkevich sparò poi Rasputin alla schiena, sulla soglia di casa. Il corpo fu portato dentro e un terzo proiettile, sparato a distanza ravvicinata, colpì in fronte. I cospiratori avvolsero Rasputin in un panno morbido, guidarono fuori dalla città e gettarono il corpo nella Malaya Neva.

## Dopo la Rivoluzione
La rivoluzione russa seguì poco dopo la morte di Rasputin e una volta saliti al potere i sovietici, confiscarono la proprietà dei nobili. Nel 1925, il palazzo fu consegnato al Commissariato per l'educazione della città. Mentre i palazzi di molti nobili furono convertiti in uso mondano, il Commissariato per l'Istruzione decise di preservare la villa come un museo pubblico. Oggi parte del palazzo funge da "Palazzo della cultura per gli educatori", mentre gran parte dell'edificio, inclusi i sotterranei dove si compi'  l'omicidio di Rasputin, e' adibita a museo, liberamente accessibile..